# Haplostachys
Haplostachys, gotovo izumrli biljni rod polugrmova endemičnog za Havaje. Od pet vrsta 4 su, barem u divljini, izumrle, a jedna je ugrožena, to je Haplostachys haplostachya na otocima Kauai i Maui. 
Rod Haplostachys pripada tribusu Stachydeae, i dio je potporodice Lamioideae.

## Vrste
1. †Haplostachys bryanii Sherff
2. Haplostachys haplostachya (A.Gray) H.St.John, ugrožena
3. †Haplostachys linearifolia (Drake) Sherff
4. †Haplostachys munroi C.N.Forbes
5. †Haplostachys truncata (A.Gray) Hillebr.